# ویلیام کیلین جونیور
ویلیام کیلین جونیور (انگلیسی: William Kaelin Jr.؛ زادهٔ ۲۳ نوامبر ۱۹۵۷) دانشمند در زمینه اهل ایالات متحده آمریکا است. وی در مؤسسه پزشکی هاوارد هیوز آمریکا کار می‌کند. کیلین همچنین برندهٔ جوایزی همچون جایزه نوبل فیزیولوژی و پزشکی شده‌است.